# 外務省外交史料館
外務省外交史料館（がいむしょうがいこうしりょうかん、英語: Diplomatic Archives of the Ministry of Foreign Affairs of Japan）は、日本の外務省大臣官房総務課に置かれる組織として1971年（昭和46年）4月15日に開館した公文書館。外務省飯倉別館に併設されている。外交記録を管理、保存、展示、公開するほか、『日本外交文書』や『外交史料館報』（年刊）の刊行、講演会も手掛けている。

## 所蔵史料
外交記録は、明治・大正期（旧記録）、第二次世界大戦を挟んで昭和戦前期（新記録）と昭和戦後期（戦後記録）に大別される。明治・大正期の記録は1門（政治）、2門（条約）、3門（通商）など全8門、昭和戦前期の記録はA門（政治・外交）、B門（条約）、E門（経済）など全16門に分類され、4万冊を超えるファイル（いわゆる「青ファイル」）に収められている。
戦後記録（外交記録公開文書）については1976年（昭和51年）より公開が開始され、主としてマイクロフィルム、CD-ROMによって閲覧する。
その他、幕末外交研究の重要史料と言われる『通信全覧』『続通信全覧』、幕末からサンフランシスコ平和条約（1951年）に至る条約書、国書・親書、吉田茂元総理関係資料（書簡、書、写真等）、議会資料、外務省茗荷谷研修所旧蔵記録、歴史的価値が認められる開示文書（写し）、個人文書、書簡類などを所蔵する。
閲覧室では「外務省外交史料館利用規則」に基き、戦前・戦後期の外務省記録（外交記録）が所定の手続き（身分証明書提示）の後、閲覧可能である。

## 展示室

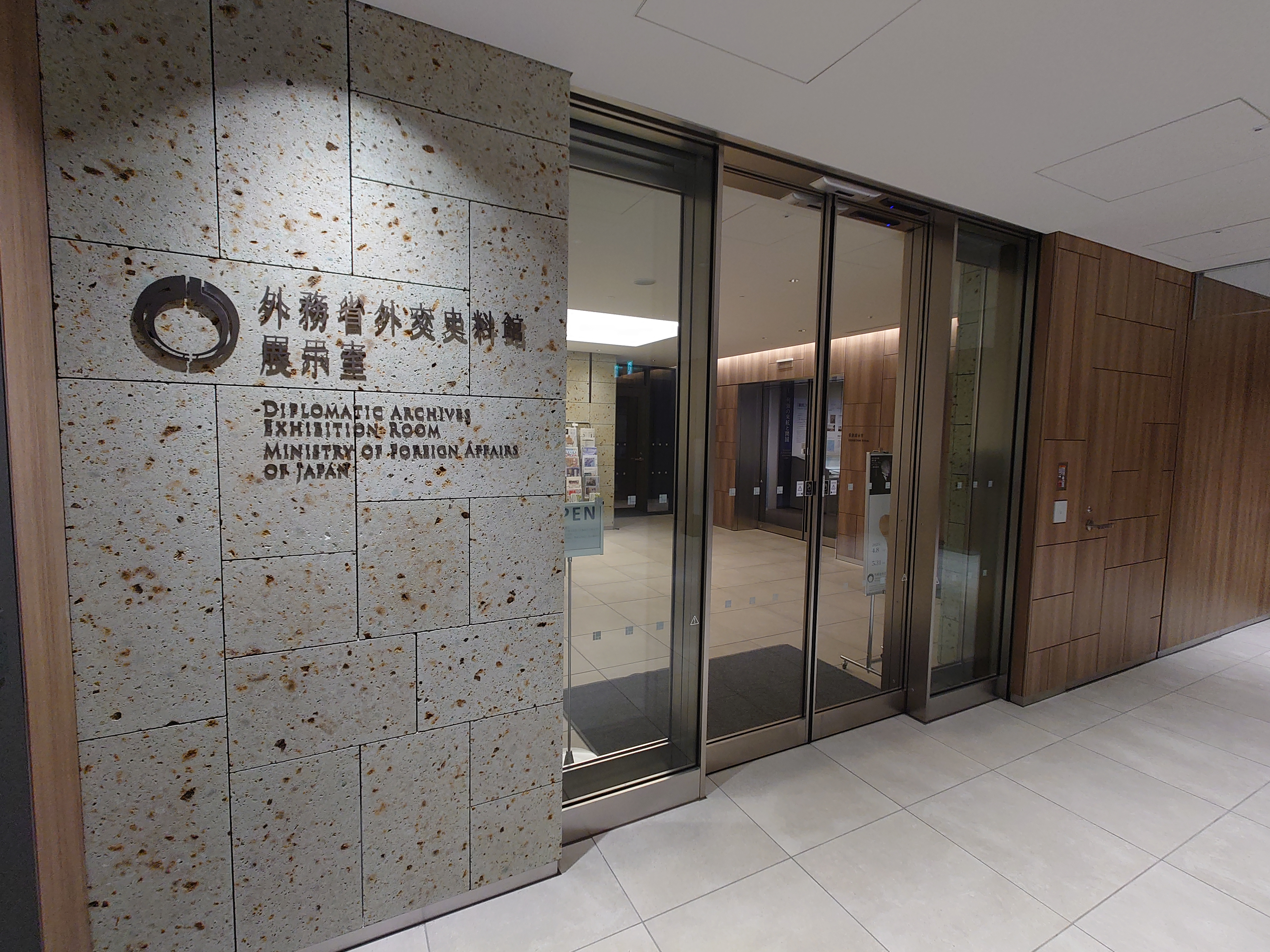
外交史料館展示室の入口
（麻布台ヒルズ森JPタワー5階）

飯倉別館の史料館が老朽化したことから、隣接する麻布台ヒルズ森JPタワー5階に外交史料館展示室を2024年（令和6年）4月8日にオープンさせ、従来の展示物を移動・公開した。利用は無料。
なお、旧来の史料館は本館として当面存続し、外交に関する史料を保管するアーカイブとして利用される。閲覧室は引き続き本館に所在している。

## 概要
- 所在地 東京都港区麻布台1丁目3-1 麻布台ヒルズ森JPタワー5階
- 開館時間 10:00～17:30
- 休館日 土曜・日曜、国民の祝祭日、年末年始（12月28日～翌1月4日）、および臨時の休館日として公示した日

## 外交史料館別館

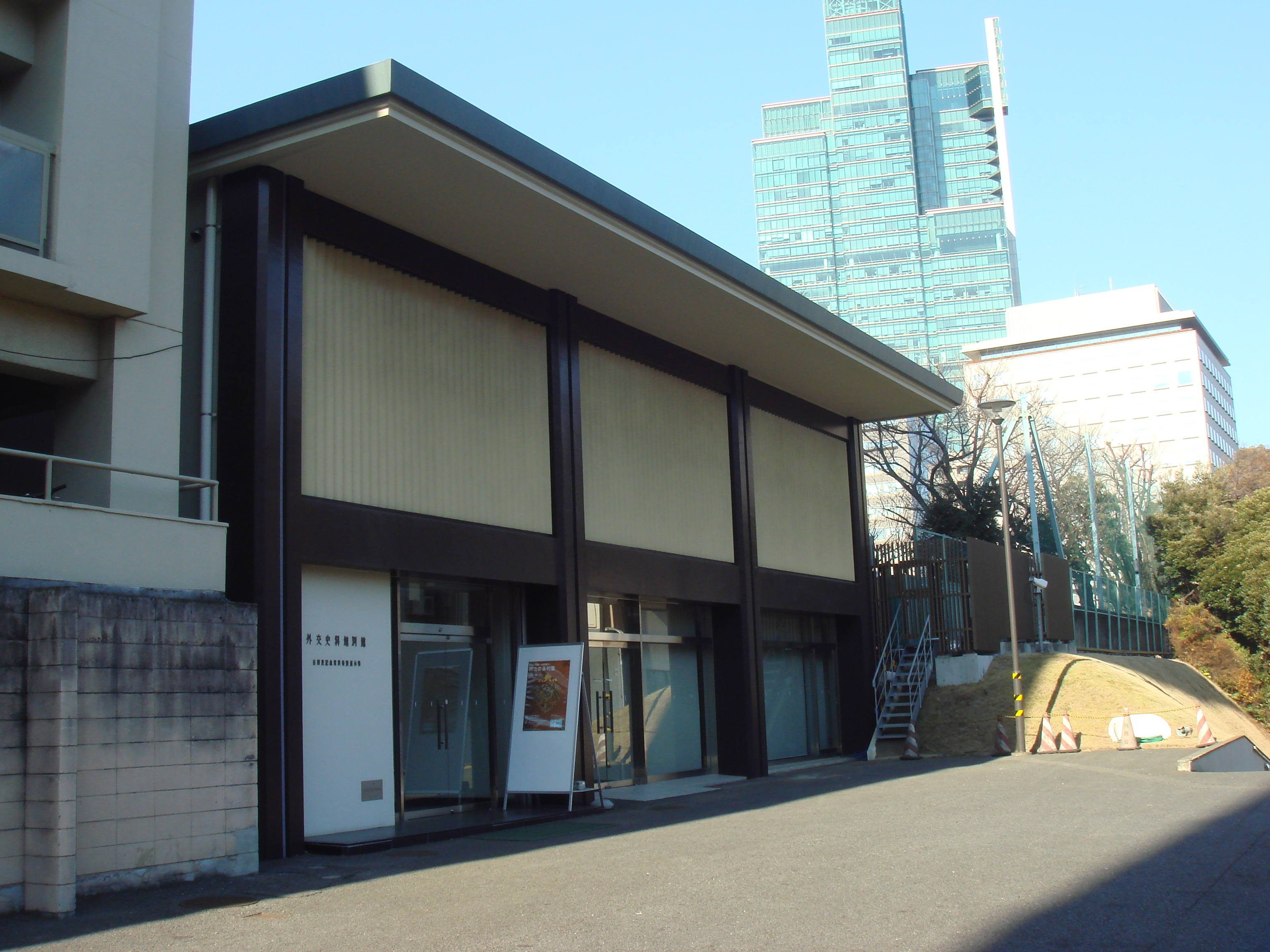
外交史料館別館（2009年）

外交史料館別館は吉田茂記念事業財団（後の財団法人吉田茂国際基金（2011年3月31日解散））の寄贈により外務省飯倉別館の敷地に隣接する形で建設されたもので、1988年（昭和63年）7月に開館。展示室、収蔵庫があり、展示室では幕末以来の外交文書や吉田茂関係資料などの常設展示のほか、特別展示を行っていた。展示室の移転計画（上述）に伴い2023年（令和5年）9月末で一般公開を終了した。